# Caulibugula arcasounensis
Caulibugula arcasounensis is een mosdiertjessoort uit de familie van de Bugulidae. De wetenschappelijke naam van de soort is voor het eerst geldig gepubliceerd in 2005 door De Blauwe.